# Karin Alt
Karin Alt (* 7. Mai 1928 in Klotzsche bei Dresden) ist eine deutsche Altphilologin.

## Leben
Alt studierte Klassische Philologie, Germanistik und Philosophie an der Universität Tübingen. Sie wurde 1953 in Frankfurt am Main bei Karl Reinhardt mit einer Schrift über den Chor beim Tragödiendichter Euripides promoviert und erlangte im selben Jahr das Staatsexamen für die Fächer Griechisch, Latein und Germanistik. 1955 legte sie das Assessorexamen ab. In den folgenden Jahren (1956–58) wirkte sie in München bei der Erstellung des Thesaurus Linguae Latinae mit. Seit Oktober 1958 lehrt sie an der Freien Universität Berlin, wo sie 1970 habilitiert wurde und 1971 den Professortitel erwarb. Seit dem 1. Oktober 1993 ist sie im Ruhestand, hält aber weiterhin Lehrveranstaltungen ab.
Alts Forschungsschwerpunkte sind die Griechische Tragödie und die Philosophie Platons einschließlich des Mittel- und Neuplatonismus.
Karin Alt ist die Tochter von Leonie Kyber und Enkelin von Manfred Kyber.

## Veröffentlichungen (Auswahl)
- Untersuchungen zum Chor bei Euripides, Diss. Phil. Frankfurt 1953
- Euripides, Helena (Teubner), Leipzig 1964
- Die Überredung der Ananke, Hermes 106,3 (1978)
- Philosophie gegen Gnosis. Plotins Polemik in seiner Schrift II 9 (AAWM 1990 Nr. 7), Stuttgart 1990
- Weltflucht und Weltbejahung. Zur Frage des Dualismus bei Plutarch, Numenios, Plotin (AAWM 1993 Nr. 8), Stuttgart 1993
- Gott, Götter und Seele bei Alkinoos (AAWM 1996 Nr. 3), Stuttgart 1996
- Hippolytos als Referent platonischer Lehren, in: Jahrbuch für Antike und Christentum 40 (1997), S. 78–105
- Sokratische Spurensuche ins 21. Jahrhundert, Verlag Humboldt-Gesellschaft für Wissenschaft, Kunst und Bildung, Mannheim 1998
- Mens agitat molem: Vom prägenden Geist der Wissenschaften. Abhandlungen, Verlag Humboldt-Gesellschaft für Wissenschaft, Kunst und Bildung, Mannheim 2003
- Plotin, Reihe Faszination Philosophie, Buchner, Bamberg 2005